# Carlo Fidanza

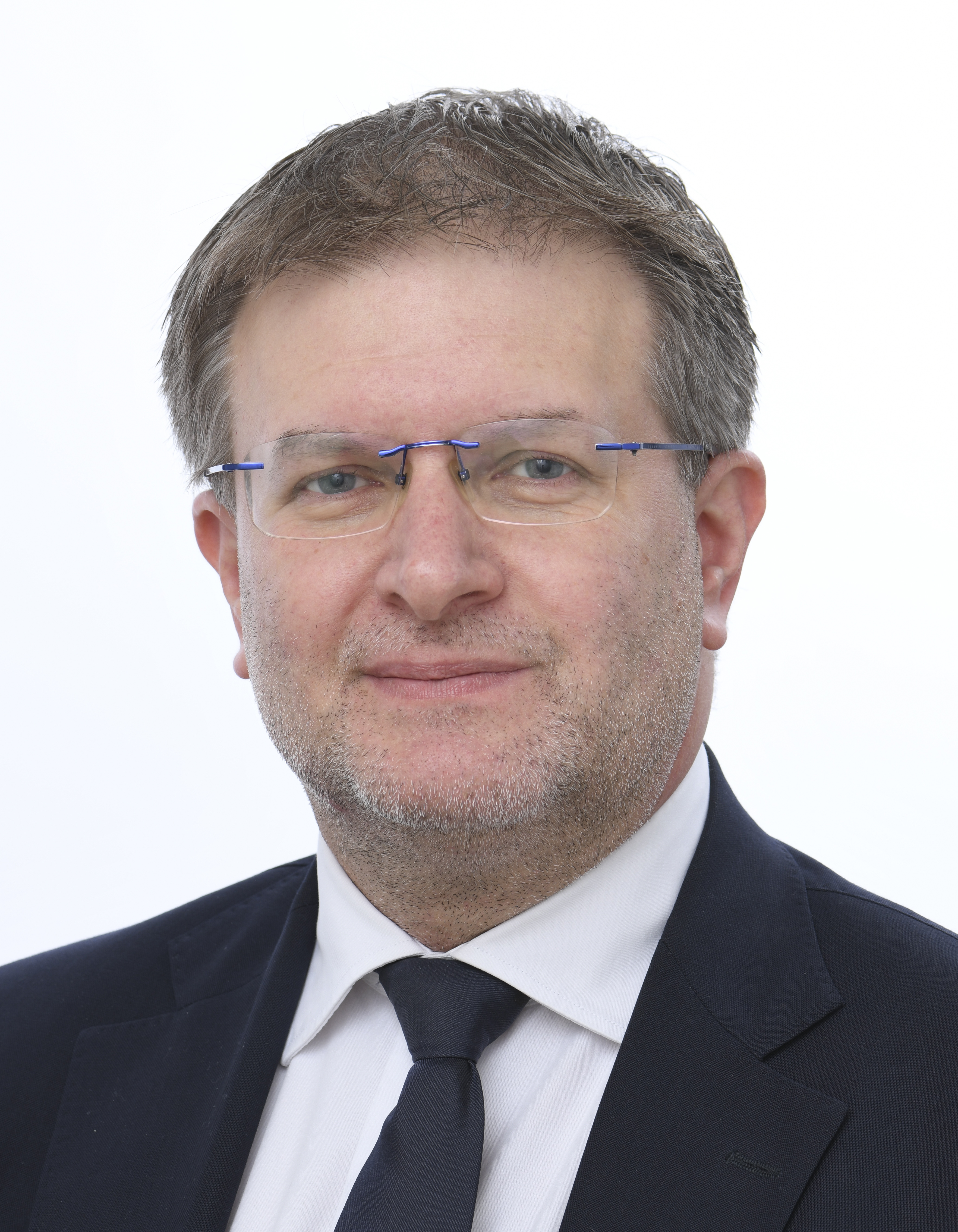
Carlo Fidanza (2024)

Carlo Fidanza (* 21. September 1976 in San Benedetto del Tronto, Provinz Ascoli Piceno) ist ein italienischer rechtskonservativer Politiker. Er war von 2009 bis 2014 und ist seit 2019 erneut Mitglied des Europäischen Parlaments, zunächst als Vertreter der Partei Popolo della Libertà, dann als Mitglied von Fratelli d’Italia.

## Leben
Fidanza begann seine politische Karriere bei der Azione Giovani, Jugendorganisation der rechtskonservativen Alleanza Nazionale. Er war deren Provinzvorsitzender und ab 2004 stellvertretender Vorsitzender auf nationaler Ebene. 1997–2001 gehörte er einem Stadtbezirksrat in Mailand an, 2005–06 war er Beigeordneter der Gemeinde Desio. 2006 bis 2011 gehörte er dem Stadtrat von Mailand an, wo er zunächst Fraktionsvorsitzender der Alleanza Nazionale war und nach der Fusion von AN und Forza Italia zur Mitte-rechts-Sammelpartei Popolo della Libertà (PdL) deren stellvertretender Fraktionsvorsitzender.
Bei der Europawahl 2009 wurde er als Vertreter der PdL ins Europäische Parlament gewählt, wo er sich der Fraktion der Europäischen Volkspartei (EVP) anschloss, deren Vorstandsmitglied er ab September 2009 war. Er gehörte dem Ausschuss für Verkehr und Fremdenverkehr (TRAN) an. Im März 2013 verließ Fidanza die PdL und trat der nationalkonservativen Partei Fratelli d’Italia (FdI) bei. Da diese bei der Europawahl 2014 an der 4-Prozent-Hürde scheiterte, schied Fidanza aus dem Europäischen Parlament aus. Bei der italienischen Parlamentswahl 2018 erhielt er einen Sitz im Abgeordnetenhaus. Bei der Europawahl im Jahr darauf bewarb er sich erneut um ein Mandat als Europaparlamentarier und wurde diesmal als einer von fünf Vertretern der FdI gewählt.